# دودا (الهند)
دودا رمزها «DO» (بالإنجليزية: Doda)‏ ، هو تقسيم إداري لدولة الهند تتبع ولاية جامو وكشمير (بالإنجليزية: Jammu  and  Kashmir)‏ ، مركزها هو مدينة دودا (بالإنجليزية: Doda)‏ عدد سكانها حسب تعداد سنة 2001 هو 320,256 ، مساحتها 409,576 كم² وكثافة السكان 11,691 لكل كم² .